# Jorge Góngora
Jorge Góngora (12 d'octubre de 1906 - 25 de juny de 1999) fou un futbolista peruà.
Va formar part de l'equip peruà a la Copa del Món de 1930. També participarà en el Campionat sud-americà de 1929 i 1935.